# Jan Chvála
Jan Chvála (7. října 1989 Polička – 17. ledna 2021 Polička) byl český reprezentant ve sportovním lezení, mistr a vicemistr ČR i vítěz Českého poháru v boulderingu.

## Život
Narodil se v Poličce do sportovně založené rodiny, matka se věnovala sportovní gymnastice, otec hrál závodně tenis, sestra Martina se začala věnovat jízdě na koni. Jan od svých 7 let začal hrát hokej, v Poličce hrál od přípravky přes elévy po dorost. Ve městě žil s rodiči do svých 17 let, poté se s nimi odstěhoval do Pomezí. Po absolvování gymnázia odešel do Brna. V roce 2005 skončil s hokejem, když se předchozí dva roky věnoval spolu s ním také lezení, jemuž dal poté přednost. Vystudoval Fakultu Informačních technologií VUT v Brně a začal pracovat v oboru jako developer Android aplikací pro Asseco Central Europe.
Zemřel 17. ledna 2021.

## Výkony a ocenění
Na závodech světového poháru v boulderingu se nejlépe umístil v roce 2013 jedenadvacátý v semifinále v rakouském Kitzbühelu.

### Bouldering
- 2009: Rainbow Rocket, 8A, Fontainebleau, Francie
- 2010: No Mystery, 8A+, Chironico, Švýcarsko
- 2010: Detonace, 8A, Škrovád, Česko
- 2010: Komba, 8A, Mlýnský Vrch
- 2010: Wenn Kuadreck Butter War, 8A, Zillertal, Švýcarsko
- 2011: Voigas, 8A+, Magic Wood
- 2011: Du Cote Du Seshuan, 7C+ flash, Magicwood-Averstal, Švýcarsko
- 2012: Shosholoza, 8A+, Rocklands, JAR
- 2012: Jungle Bar Assis, 8A/8A+ Rocklands, JAR
- 2015:	Rave Time 1/2, 8A falsh, Sněžník, Labské pískovce, Česko

### Skalní lezení
- 2007: Rychlá Smrt 10-/8a+ PP, Sloup, Moravský kras
- 2007: Pomsta Trosečníků 10-/8a+ PP, Sloup, Moravský kras
- 2007: Hormon Buranin 10-/8a+ PP, Sloup, Moravský kras
- 2007: Jelínkova 10-/8a+ PP, Sloup, Moravský kras
- 2008: Ippolito 10-/8a+ PP, Sloup, Moravský kras

### Závodní výsledky
| Mistrovství světa | Mistrovství světa |
| Rok               | 2014              |
| ----------------- | ----------------- |
| Bouldering        | 69-70             |

| Světový pohár (nalevo jsou poslední závody v roce) | Světový pohár (nalevo jsou poslední závody v roce) | Světový pohár (nalevo jsou poslední závody v roce) | Světový pohár (nalevo jsou poslední závody v roce) | Světový pohár (nalevo jsou poslední závody v roce) |
| Rok                                                | 2007                                               | 2010                                               | 2013                                               | 2014                                               |
| -------------------------------------------------- | -------------------------------------------------- | -------------------------------------------------- | -------------------------------------------------- | -------------------------------------------------- |
| Bouldering                                         | mimo bodované pořadí                               | mimo bodované pořadí                               | 61-63                                              | mimo bodované pořadí                               |
| jednotlivě                                         | 36,-,-,-,-,-,-                                     | 39-42,-,-,-,-,35-36,-                              | -,-,-,-,-,21,-,-                                   | 55-56,-,-,-,-,43-44,-,-                            |

| Mistrovství Evropy | Mistrovství Evropy | Mistrovství Evropy |
| Rok                | 2010               | 2013               |
| ------------------ | ------------------ | ------------------ |
| Bouldering         | 35-36              | 45-46              |

| Mistrovství ČR | Mistrovství ČR | Mistrovství ČR | Mistrovství ČR | Mistrovství ČR | Mistrovství ČR | Mistrovství ČR | Mistrovství ČR | Mistrovství ČR | Mistrovství ČR |
| Rok            | 2008           | 2009           | 2010           | 2011           | 2013           | 2014           | 2015           | 2016           |                |
| -------------- | -------------- | -------------- | -------------- | -------------- | -------------- | -------------- | -------------- | -------------- | -------------- |
| Bouldering     | 9              | ?              | 3              | 2              | 7              | 3              | 1              | 3              |                |

| Český pohár (nalevo jsou poslední závody v roce) | Český pohár (nalevo jsou poslední závody v roce) | Český pohár (nalevo jsou poslední závody v roce) | Český pohár (nalevo jsou poslední závody v roce) | Český pohár (nalevo jsou poslední závody v roce) | Český pohár (nalevo jsou poslední závody v roce) | Český pohár (nalevo jsou poslední závody v roce) | Český pohár (nalevo jsou poslední závody v roce) |
| Rok                                              | 2010                                             | 2011                                             | 2012                                             | 2013                                             | 2014                                             | 2015                                             | 2016                                             |
| ------------------------------------------------ | ------------------------------------------------ | ------------------------------------------------ | ------------------------------------------------ | ------------------------------------------------ | ------------------------------------------------ | ------------------------------------------------ | ------------------------------------------------ |
| Bouldering                                       | 1                                                | 2                                                | 22                                               | 4                                                | 5                                                | 3                                                | 13                                               |
| jednotlivě                                       | ,                                                | 6,,                                              | 6,-,-,-                                          | 4,6,-,,6                                         | 7,4,-,,,-                                        | ,-,-,8,,                                         | -,6,-,-,                                         |

| Mistrovství světa juniorů | Mistrovství světa juniorů |
| Rok                       | 2006 kat. A               |
| ------------------------- | ------------------------- |
| Obtížnost                 | 42-43                     |
| Rychlost                  | 26                        |

| Evropský pohár juniorů | Evropský pohár juniorů | Evropský pohár juniorů | Evropský pohár juniorů | Evropský pohár juniorů |
| Rok                    | 2005 kat. A            | 2006 kat. A            | 2007 junioři           | 2008 junioři           |
| ---------------------- | ---------------------- | ---------------------- | ---------------------- | ---------------------- |
| Obtížnost              | 40                     | 49                     | 22                     | 51-52                  |
| jednotlivě             | -,-,-,33,19            | -,-,-,21,33            | -,22,10,16,-,25        | 26,-,-,-,-             |
| Rychlost               | —                      | ?                      | —                      | —                      |
| jednotlivě             | —                      | 4                      | —                      | —                      |